# Brive-la-Gaillarde-Centre (tổng)
Tổng Brive-la-Gaillarde-Centre là một tổng của Pháp tọa lạc tại tỉnh Corrèze trong vùng Lumousin.

## Địa lý
Tổng này được tổ chức xung quanh Brive-la-Gaillarde trong quận Brive-la-Gaillarde. Độ cao khu vực này là 102 m (Brive-la-Gaillarde) à 315 m (Brive-la-Gaillarde) độ cao trung bình trên mực nước biển là 142 m.

## Hành chính
| Giai đoạn | Ủy viên          | Đảng | Tư cách |
| --------- | ---------------- | ---- | ------- |
| 2004-2010 | Frédéric Soulier | UMP  |         |

## Bầu cử tổng này ngày 21 tháng 3 năm 2004
- Véronique Seille (PS)
- Frédéric Soulier (UMP)
- Etienne Patier (Initiative Gaulliste)
- Rosie Del Pellegrino (FN)
- Nicole Boisseau (Les Verts)
- Pascal Archain (PCF)

## Phân chia đơn vị hành chính
| Xã                 | Dân số     | Mã bưu chính | Mã insee |
| ------------------ | ---------- | ------------ | -------- |
| Brive-la-Gaillarde | 49 141 (1) | 19100        | 19031    |

(1) fraction de commune.

## Thông tin nhân khẩu
| 1962                                                     | 1968 | 1975 | 1982 | 1990 | 1999 |
| -------------------------------------------------------- | ---- | ---- | ---- | ---- | ---- |
| -                                                        | -    | -    | -    | -    | -    |
| Nombre retenu à partir de 1962 : dân số không tính trùng |      |      |      |      |      |